# CamSoda
CamSoda — платформа для потоковой передачи веб-камер.
CamSoda была основана Дароном Ландином в 2014 году. Платформа видеостриминга предназначена для веб-камер для взрослых и не для взрослых. CamSoda была первой, кто предложил 360-градусные прямые трансляции в виртуальной реальности. Он предлагает продукты, использующие технологию сенсорного экрана виртуальной реальности, интерактивные секс-игрушки и продукты на базе биткойнов и Ethereum.
Компания и ее продукты упоминались в различных СМИ, включая The Howard Stern Show, PC Magazine, Glamour и Cosmopolitan.